# Eric Nedeau
Eric Nedeau (Estados Unidos, 30 de abril de 1971) es un atleta estadounidense retirado especializado en la prueba de 1500 m, en la que consiguió ser medallista de bronce mundial en pista cubierta en 1995.

## Carrera deportiva
En el Campeonato Mundial de Atletismo en Pista Cubierta de 1995 ganó la medalla de bronce en los 1500 metros, llegando a meta en un tiempo de 3:44.91 segundos, tras el marroquí Hicham El Guerrouj y el español Mateo Canellas.